# Nagyecsér
Nagyecsér mára elnéptelenedett tanyaközpont Borsod-Abaúj-Zemplén vármegye területén, a Borsodi Mezőség Tájvédelmi Körzet közelében, Mezőnagymihály település külterületi részén, attól mintegy 7 kilométernyire délkeletre található. Az egykori tanyaközpont mellett halad el keletről a Tiszavalki-főcsatorna, melybe a településtől keleti irányban beletorkollik a Nagyecséri-csatorna. Az egykori települést nyugatról a Salamonta-ér határolja.

## Történelme
A település közelében Kisecsér mellett népvándorláskori sírokat tártak fel a régészek, illetve jazig-szarmata emlékek is előkerültek.
Az 1900-as évek elején az akkor Mezőnagymihályhoz tartozó egyik nagybirtokot felparcellázva árusítani kezdték. A környező településekről, többek közt Mezőkövesd, Szentistván, Maklár, Poroszló, Sarud több telepes is érkezett ide, hogy 20-30 holdas parcellák megművelésével biztosítsák életkörülményeiket. A településen ekkoriban mintegy 20-30 ház épült fel. Lakói főleg mezőgazdasági munkákból, állattartásból éltek. A környező tanyák (Liba-tanya, Zsindelyes-tanya, Nagy-tanya, Olivér-tanya, Gólyás-tanya, Kenyérváró) lakosai Nagyecsérre jártak szórakozni és bevásárolni, valamint vásárokra árulni. A faluban kocsma és szatócsüzlet, két kovácsműhely és cipészműhely is működött egykoron. 1930-ban a település három utcából állt. Később a településen egytantermes iskolaépület (1939) és templom is épült.
Az iskolát Tompos Friderika osztályvezető tanító nyitotta meg 1947. január 10-én. Az alsótagozattal rendelkező tanintézménybe ekkor 78 diák járt, akiknek vallási megoszlása alapján elmondható, hogy többségében katolikus (59 fő), illetve emellett még református (19 fő) vallású diákok voltak. Közülük 37-en Nagyecsérről, 12-en Kisecsérről, 11-en Nagygólyásról, 7-en Nagytanyáról, 5-en Libatanyáról, 5-en Zsindelyesről, 1 diák pedig Kisgólyás-tanyáról járt be.
A falu az 1930-as évek végén élte fénykorát. A falu legnagyobb lakosságszáma elérte a 700 főt. Később a szocialista törekvések nyomán fokozatosan elvesztette lakosságát (1960-ban már csak 187-en éltek itt).
1947-ben a településre bevezették az elektromos áramot. A település általános iskolájának felső tagozatát az 1960-as években, majd végül az egész iskolát bezárták. A kisközség népessége ekkor 178-ra csökkent. A falu fokozatosan elöregedett és a fiatalok elköltözése miatt, valamint a halálozás nagyfokú népességcsökkentő hatásai miatt az évtizedek során elfogyott a lakosság. Az iskolabezárás, az elöregedés és az elköltözések, valamit a Mezőnagymihály és Nagyecsér között soha el nem készült burkolt út hiánya együttesen okozták a település végzetét. A település 2001-ben már csak 7 embernek adott otthont.
2018-ban gyakorlatilag teljesen lakatlan település, düledező házakkal, házromokkal, már csak két ember él ott.

## A település a filmekben, irodalomban
- Nagyecsér az egyik helyszíne az Argo című magyar filmnek, bár a települést a filmben a Hortobágy melletti faluként említik.